# Спрінг-Гроув (Міннесота)
Спрінг-Гроув (англ. Spring Grove) — місто (англ. city) в США, в окрузі Г'юстон штату Міннесота. Населення — 1256 осіб (2020).

## Географія
Спрінг-Гроув розташований за координатами 43°33′39″ пн. ш. 91°38′13″ зх. д. / 43.56083° пн. ш. 91.63694° зх. д. (43.560754, -91.636967).  За даними Бюро перепису населення США в 2010 році місто мало площу 2,47 км², з яких 2,47 км² — суходіл та 0,00 км² — водойми.

## Демографія
Згідно з переписом 2010 року, у місті мешкало 1330 осіб у 600 домогосподарствах у складі 343 родин. Густота населення становила 538 осіб/км².  Було 653 помешкання (264/км²).
Расовий склад населення:
| - 97,8 % — білих - 0,7 % — чорних або афроамериканців - 0,6 % — азіатів - 0,1 % — корінних американців |

До двох чи більше рас належало 0,8 %. Частка іспаномовних становила 1,0 % від усіх жителів.
За віковим діапазоном населення розподілялося таким чином: 21,3 % — особи молодші 18 років, 49,7 % — особи у віці 18—64 років, 29,0 % — особи у віці 65 років та старші. Медіана віку мешканця становила 47,0 року. На 100 осіб жіночої статі у місті припадало 86,0 чоловіків;  на 100 жінок у віці від 18 років та старших — 80,8 чоловіків також старших 18 років.
Середній дохід на одне домашнє господарство  становив 53 035 доларів США (медіана — 34 946), а середній дохід на одну сім'ю — 61 765 доларів (медіана — 48 558). Медіана доходів становила 41 833 долари для чоловіків та 25 729 доларів для жінок. За межею бідності перебувало 12,9 % осіб, у тому числі 16,2 % дітей у віці до 18 років та 12,2 % осіб у віці 65 років та старших.
Цивільне працевлаштоване населення становило 527 осіб. Основні галузі зайнятості: освіта, охорона здоров'я та соціальна допомога — 27,7 %, виробництво — 19,7 %, роздрібна торгівля — 11,8 %, будівництво — 7,6 %.